# Buckminsterfulleren

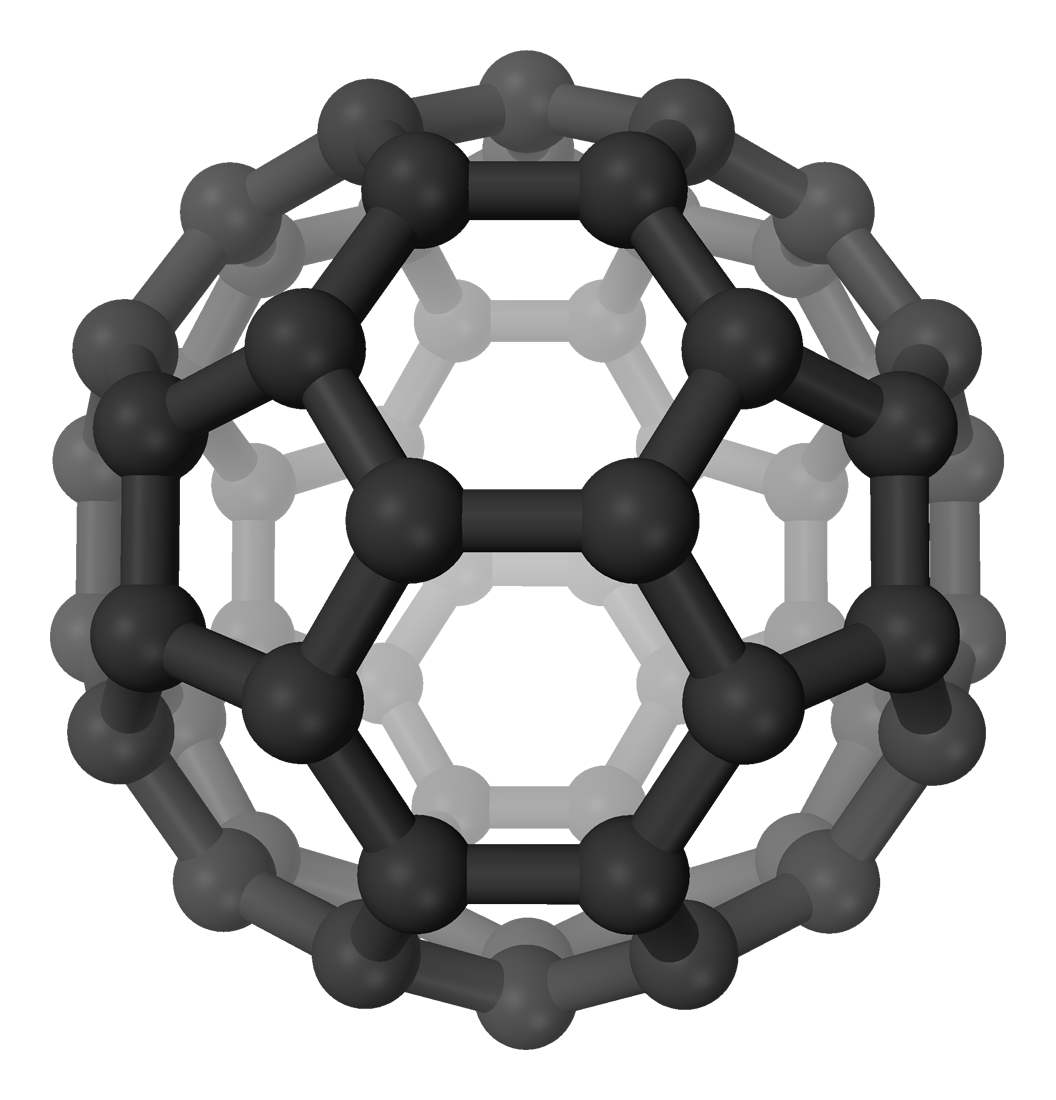

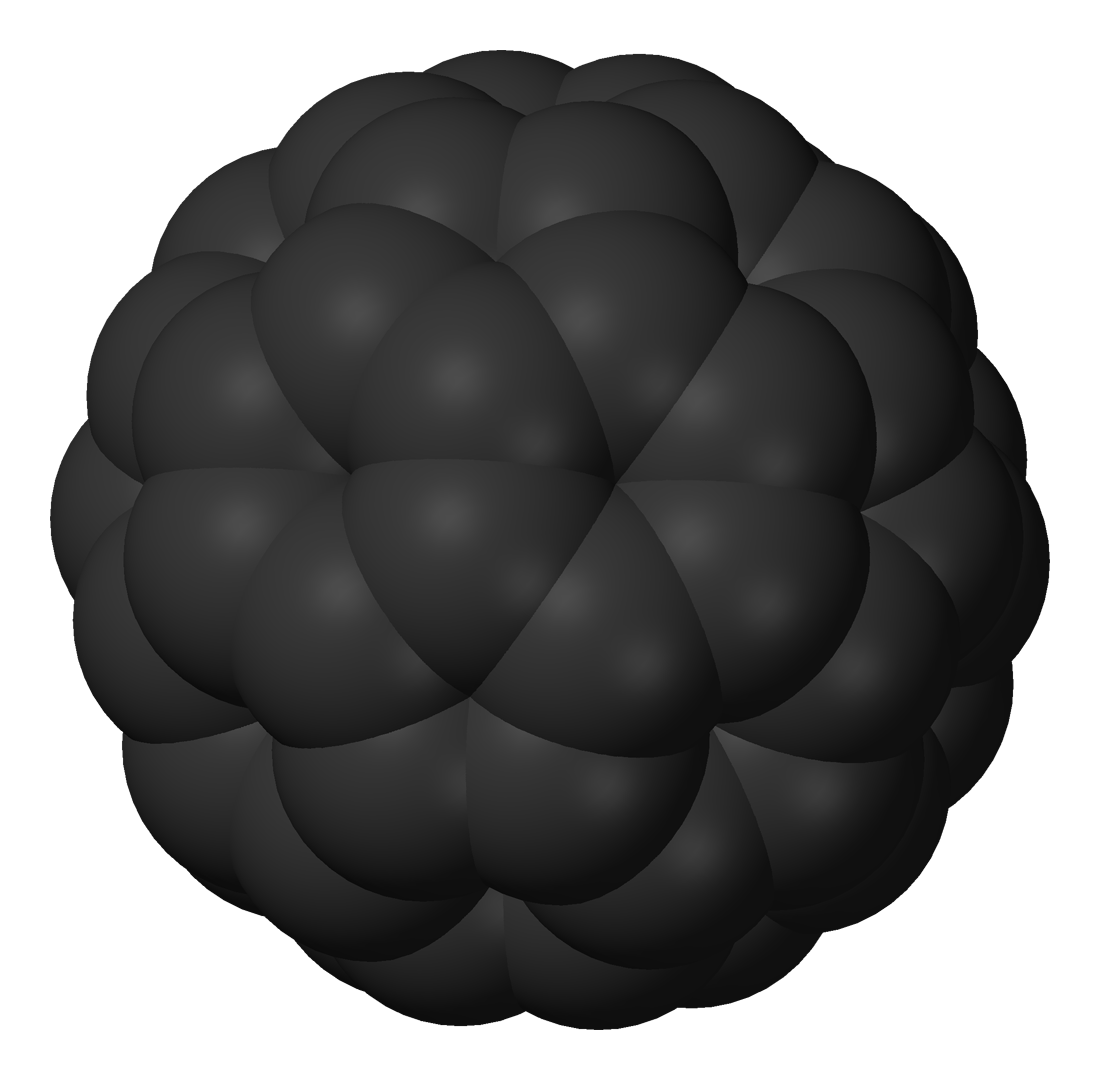

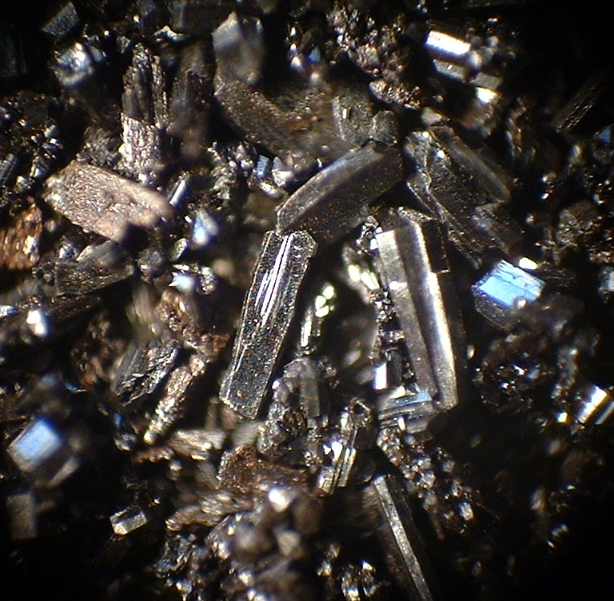
Struktura krystaliczna

Buckminsterfulleren (lub buckyball) – fuleren C60 o kształcie kulistym. Posiada klatkową strukturę krystaliczną (dwudziestościan ścięty) przypominającą piłkę nożną, utworzoną z dwudziestu sześciokątów i dwunastu pięciokątów, z atomem węgla na każdym wierzchołku i wiązaniem na każdej krawędzi.
Pierwszy raz świadomie wytworzony sztucznie w 1985 przez zespół w składzie: Harold Kroto, James R. Heath, Sean O’Brien, Robert Curl i Richard Smalley na Uniwersytecie Rice. Kroto, Curl i Smalley zostali uhonorowani w 1996 Nagrodą Nobla za ich wkład w odkrycie buckminsterfullerenu oraz fulerenów ogólnie. Buckminsterfulleren jest najczęściej występującą w naturze cząsteczką fulerenu, w niewielkich ilościach można go znaleźć w zwykłej sadzy.
W stanie stałym oraz lotnym występuje w przestrzeni kosmicznej.
Buckminsterfulleren jest największym znanym obiektem wykazującym dualizm korpuskularno-falowy. Jego odkrycie zapoczątkowało badania nowej dziedziny w chemii – fulerenów.

## Etymologia
Nazwa Buckminsterfulleren pochodzi od imienia i nazwiska futurysty i architekta Buckminstera Fullera. Jedna z jego konstrukcji – kopuła geodezyjna jest łudząco podobna do struktury C60. Potocznie konstrukcja architektoniczna Fullera bywa w języku angielskim nazywana buckyball lub fulleren, pierwsza nazwa przyjęła się również jako alternatywna nazwa Buckminsterfullerenu, a nazwa fulereny jako nazwa całej rodziny cząstek.